# Чемпіонат світу з легкої атлетики 2017 — спортивна ходьба на 50 кілометрів (чоловіки)
Змагання зі спортивної ходьби на 50 кілометрів серед чоловіків на Чемпіонаті світу з легкої атлетики 2017 відбулися 13 серпня на вулицях Лондона.

## Рекорди
На початок змагань основні рекордні результати були такими:
| WR | Йоанн Дініз Франція         | 3:32.33 | Цюрих Швейцарія    | 15 серпня 2014  |
| CR | Роберт Коженьовський Польща | 3:36.03 | Сен-Дені Франція   | 23 серпня 2003  |
| WL | Ховард Хьоукенес Норвегія   | 3:43.40 | Дудінце Словаччина | 25 березня 2017 |

Під час змагань був встановлений новий рекорд чемпіонатів світу:
| CR | Йоанн Дініз Франція | 3:33.12 | Лондон Велика Британія | 13 серпня 2017 |

## Розклад
| Дата           | Час початку | Стадія |
| -------------- | ----------- | ------ |
| 13 серпня 2017 | 7:45        | Фінал  |

Вказаний місцевий час (UTC+0)

## Результати

### Фінал
| Місце | Атлет                      | Країна          | Час     | Примітки  |
| ----- | -------------------------- | --------------- | ------- | --------- |
| 1     | Йоанн Дініз                | Франція         | 3:33.12 | CR        |
| 2     | Араї Хіроокі               | Японія          | 3:41.17 | SB        |
| 3     | Кай Кобаясі                | Японія          | 3:41.19 | PB        |
| 4     | Ігор Главан                | Україна         | 3:41.42 | SB        |
| 5     | Сатосі Маруо               | Японія          | 3:43.03 | PB        |
| 6     | Мате Гелебранд             | Угорщина        | 3:43.56 | NR        |
| 7     | Рафаль Аугустин            | Польща          | 3:44.18 | SB        |
| 8     | Роберт Геффернан           | Ірландія        | 3:44.41 | SB        |
| 9     | Марко де Лука              | Італія          | 3:45.02 | SB        |
| 10    | Карл Доман                 | Німеччина       | 3:45.21 | PB        |
| 11    | Жуан Вієйра                | Португалія      | 3:45.28 | SB        |
| 12    | Квентин Рю                 | Нова Зеландія   | 3:46.29 | NR        |
| 13    | Карл Юнгханс               | Німеччина       | 3:47.01 | PB        |
| 14    | Алексі Ояла                | Фінляндія       | 3:47.20 | SB        |
| 15    | Еван Данфі                 | Канада          | 3:47.36 |           |
| 16    | Орасіо Нава                | Мексика         | 3:47.53 | SB        |
| 17    | Хосе Ігнасіо Діас          | Іспанія         | 3:48.08 | PB        |
| 18    | Клаудіо Вільянуева         | Еквадор         | 3:49.27 | PB        |
| 19    | Іван Банзерук              | Україна         | 3:49.49 |           |
| 20    | Хорхе Армандо Руі          | Колумбія        | 3:50.37 | PB        |
| 21    | Хосе Лейвер Охеда          | Мексика         | 3:51.17 |           |
| 22    | Рафаль Федачинський        | Польща          | 3:52.11 |           |
| 23    | Яркко Кіннунен             | Фінляндія       | 3:55.44 | SB        |
| 24    | Адріан Блоцкі              | Польща          | 3:55.49 |           |
| 25    | Матьйо Білодо              | Канада          | 3:56.54 | SB        |
| 26    | Франсіско Арсілья          | Іспанія         | 3:57.27 |           |
| 27    | Мар'ян Закальницький       | Україна         | 3:57.29 |           |
| 28    | Андерс Ганссон             | Швеція          | 3:58.00 | PB        |
| 29    | Парк Чхілсунг              | Південна Корея  | 3:59.46 | SB        |
| 30    | Ню Веньбінь                | Китай           | 4:01.35 |           |
| 31    | Нарчис Стефан Міхайла      | Румунія         | 4:02.27 | PB        |
| 32    | Педру Ізідру               | Португалія      | 4:02.30 |           |
| 33    | Рональ Кіспе               | Болівія         | 4:08.22 | SB        |
| 34 !  | Едвард Арайя               | Чилі            | DQ      | R230.6(a) |
| 35 !  | Андрес Чочо                | Еквадор         | DQ      | R230.6(a) |
| 36 !  | Алехандро Франсіско Флорес | Швейцарія       | DQ      | R230.6(a) |
| 37 !  | Ховард Хьоукенес           | Норвегія        | DQ      | R230.6(a) |
| 38 !  | Домінік Кінг               | Велика Британія | DQ      | R230.6(a) |
| 39 !  | Велі-Матті Партанен        | Фінляндія       | DQ      | R230.6(a) |
| 40 !  | Флорін Алін Стірбу         | Румунія         | DQ      | R230.6(a) |
| 41 !  | У Цяньлун                  | Китай           | DQ      | R230.6(a) |
| 42 !  | Омар Сепеда                | Мексика         | DQ      | R230.6(a) |
| 43 !  | Мікеле Антонеллі           | Італія          | DNF     |           |
| 44 !  | Луіс Фернандо Лопес        | Колумбія        | DNF     |           |
| 45 !  | Душан Майдан               | Словаччина      | DNF     |           |
| 46 !  | Артур Мастяніца            | Литва           | DNF     |           |
| 47 !  | Іван Пахуело               | Іспанія         | DNF     |           |
| 48 !  | Юй Вей                     | Китай           | DNF     |           |
| 49 !  | Брендан Бойс               | Ірландія        | DNS     |           |